# Libe Barer
Libe Barer (Los Angeles, 19 december 1991) is een Amerikaans actrice. Ze heeft rollen gehad in iCarly en Unfabulous. Ook stond ze op de cover van Campus Circle van 19 september 2007.

## Filmografie
- iCarly (2007-2008)
- Unfabulous (2007)